# Federazione cestistica della Bulgaria
La Federazione cestistica della Bulgaria (bulgaro: Българска федерация по баскетбол) è l'ente che controlla e organizza la pallacanestro in Bulgaria.
La federazione controlla inoltre la nazionale maschile e femminile. Ha sede a Sofia e l'attuale presidente è Mihail Mihov.
È affiliata alla FIBA dal 1935 e organizza il campionato di pallacanestro bulgaro.